# Zoina, Caraș-Severin
Zoina este un sat în comuna Cornereva din județul Caraș-Severin, Banat, România.